# Давенпорт (Небраска)
Давенпорт (енгл. Davenport) град је у америчкој савезној држави Небраска.

## Демографија
По попису из 2010. године број становника је 294, што је 45 (-13,3%) становника мање него 2000. године.
| Група             | 2000.       | 2010.       |
| Белци             | 333 (98,2%) | 282 (95,9%) |
| Афроамериканци    | 0 (0,0%)    | 0 (0,0%)    |
| Азијати           | 0 (0,0%)    | 0 (0,0%)    |
| Хиспаноамериканци | 4 (1,2%)    | 7 (2,4%)    |
| Укупно            | 339         | 294         |